# Châtillon (Ý)
Châtillon là một đô thị ở thung lũng Aosta, Ý. Đô thị này có diện tích 39 km², dân số 4711 người.
Đô thị này có làng trực thuộc: Borgo, Breil de Barrel o Petit Breil, Gros Breil, Grand Frayan, Petit Frayan, Barma des Antesans, Setoret, Cret de Breil, Barone Gamba, Grange de Barme, Chameran, Chameran Alta, Forni, Ventoux, Garín, Pavirola, Sez de Val, La Fornace, Champlong, Conoz Dessus, Conoz Dessous, La Verdettaz, Murate, Isseuries, Perrianaz, Brusoncles des Gard o Dessus, Brusoncles des Janin o Dessous, Chardin, Bren, Boesse, Devies, Promiod, Boettes, Francou, Champlong, Arsine, Sopien, Brenvey, Champ, Chancellier, Chancellier Dessous, Chancellier Dessus, Revard, Pracarrà, Bioure, Salere, La Nouva, Giacomet, Varé, Chenez, Devies, Pointé, Etavé, Chesalet, Toniquet, Assert, Fontanella, Fressoney, Nissod, Travod, Nuarsa, Soletta, Domianaz, Closel Dessous, Closel Dessus, La Tour, Lo Cret, Verlex, Albard, Pissin Dessous, Pissin Dessus, La Sounere, Barmusse, Cretadonaz, Cret Blanc Dessous, Cret Blanc Dessus, Chavod, Merlin, Tour de Grange, Sarmasse, Barmafol, Plantin, Perolles, Soleil, Bretton, S. Valentino, Sellotaz, Govergnou, Cillod, Panorama, Remela, Neran, Larianaz, Glereyaz, La Marca, Grand Prà, Cretaz, Cloitres, Plan Pissin, Tornafol, Bertina, Stazione, St. Clair, Piou, Cerouic, Etrop, Etrop Dessus, Pranego, Cretaz Chardon, Pragarin Dessous, Pragarin Dessus, Salè, Salè Dessus, Les Iles, Moriola, Taxard e Cretaz, (Ussel), Castello d'Ussel, Biolasse Dessous, Biolasse Dessus, Perry, Bellecombe, Mon Ross Dessus, Toule.
Đô thị này giáp các đô thị sau: Antey-Saint-André, Ayas, Champdepraz, La Magdeleine, Montjovet, Pontey, Saint-Denis, Saint-Vincent, Torgnon.

## Biến động dân số
| Allein • Antey-Saint-André • Aoste • Arnad • Arvier • Avise • Ayas • Aymavilles • Bard • Bionaz • Brissogne • Brusson • Challand-Saint-Anselme • Challand-Saint-Victor • Chambave • Chamois • Champdepraz • Champorcher • Charvensod • Châtilon • Cogne • Courmayeur • Donnas • Doues • Emarèse • Etroubles • Fontainemore • Fénis • Gaby • Gignod • Gressan • Gressoney-La-Trinité • Gressoney-Saint-Jean • Hône • Introd • Issime • Issogne • Jovençan • La Magdeleine • La Salle • La Thuile • Lillianes • Montjovet • Morgex • Nus • Ollomont • Oyace • Perloz • Pollein • Pont-Saint-Martin • Pontboset • Pontey • Pré-Saint-Didier • Quart • Rhêmes-Notre-Dame • Rhêmes-Saint-Georges • Roisan • Saint-Christophe • Saint-Denis • Saint-Marcel • Saint-Nicolas • Saint-Oyen • Saint-Pierre • Saint-Rhémy-en-Bosses • Saint-Vincent • Sarre • Torgnon • Valgrisenche • Valpelline • Valsavarenche • Valtournenche • Verrayes • Verres • Villeneuve |